# سهل السلب (المحويت)

تعديل مصدري - تعديل

سهل السلب هي إحدى قرى عزلة العرقوب بمديرية المحويت التابعة لمحافظة المحويت، بلغ تعداد سكانها 165 نسمة حسب تعداد اليمن لعام 2004.